# Lluís Llagostera i Pasqual
Lluís Llagostera i Pasqual (Barcelona, 7 de setembre de 1867 - Barcelona, 31 de desembre de 1939) fou un metge, historiador, viatger, excursionista i dirigent esportiu català.
Fill del metge i poeta Francesc d'Assís Llagostera Sala i de Mercè Pasqual i Arrufat, va estudiar a Barcelona i es va llicenciar en Medicina en 1889. Dos anys més tard, el 1991, es va doctorar a Madrid. Fou vicepresident de la secció de medicina del Centre Escolar Catalanista i membre de l'Associació General de Metges en Llengua Catalana. Es va casar amb Josepa Maristany i Colomer, amb qui va viure al carrer Ausiàs March al barri de l'Eixample de Barcelona.
Va formar part del Centre Excursionista de Catalunya des de 1897, entitat de la qual va ocupar diversos càrrecs institucionals com la vicepresidència, sota la presidència d'en Cèsar August Torras i la mateixa presidència entre els anys 1919 i 1921. Va formar part d'un grup d'excursionistes que van fer ascensions als Pirineus, entre les quals en destaca una a l'Aneto el 1896. Fou el primer soci del CEC que ascendí el 1908 un cim de 4.000 metres, el Breithorn, als Alps de Valais. Cal destacar la important col·lecció de fotografies que va deixar com a llegat i que actualment forma part de l'Arxiu del CEC. Moltes d'aquestes fotografies, que van ser realitzades durant la seva trajectòria com a viatger i fotògraf aventurer, van ser exposades posteriorment arreu del país al costat d'altres fotògrafs viatgers. Amb una sòlida posició social va pertànyer a diverses associacions culturals de la Barcelona del moment, com l'Ateneu Barcelonès, on va ostentar el càrrec de conservador en diversos períodes des de 1908 i fins a 1920.
Com a delegat del CEC va assistir al Congrés Internacional d'Alpinisme celebrat a París el 1900, on va presentar un treball sobre "El mal de muntanya", conjuntament amb Manuel Font i Torner. Va col·laborar amb articles escrits en català en revistes com Cataluña Médica, en 1899. També és autor de Noruega y Spitzberg (Records de viatge) (1910).